# Glenea francisi
Glenea francisi är en skalbaggsart som beskrevs av Hüdepohl 1990. Glenea francisi ingår i släktet Glenea och familjen långhorningar.
Artens utbredningsområde är Filippinerna. Inga underarter finns listade i Catalogue of Life.